# Hygrophorus discoxanthus

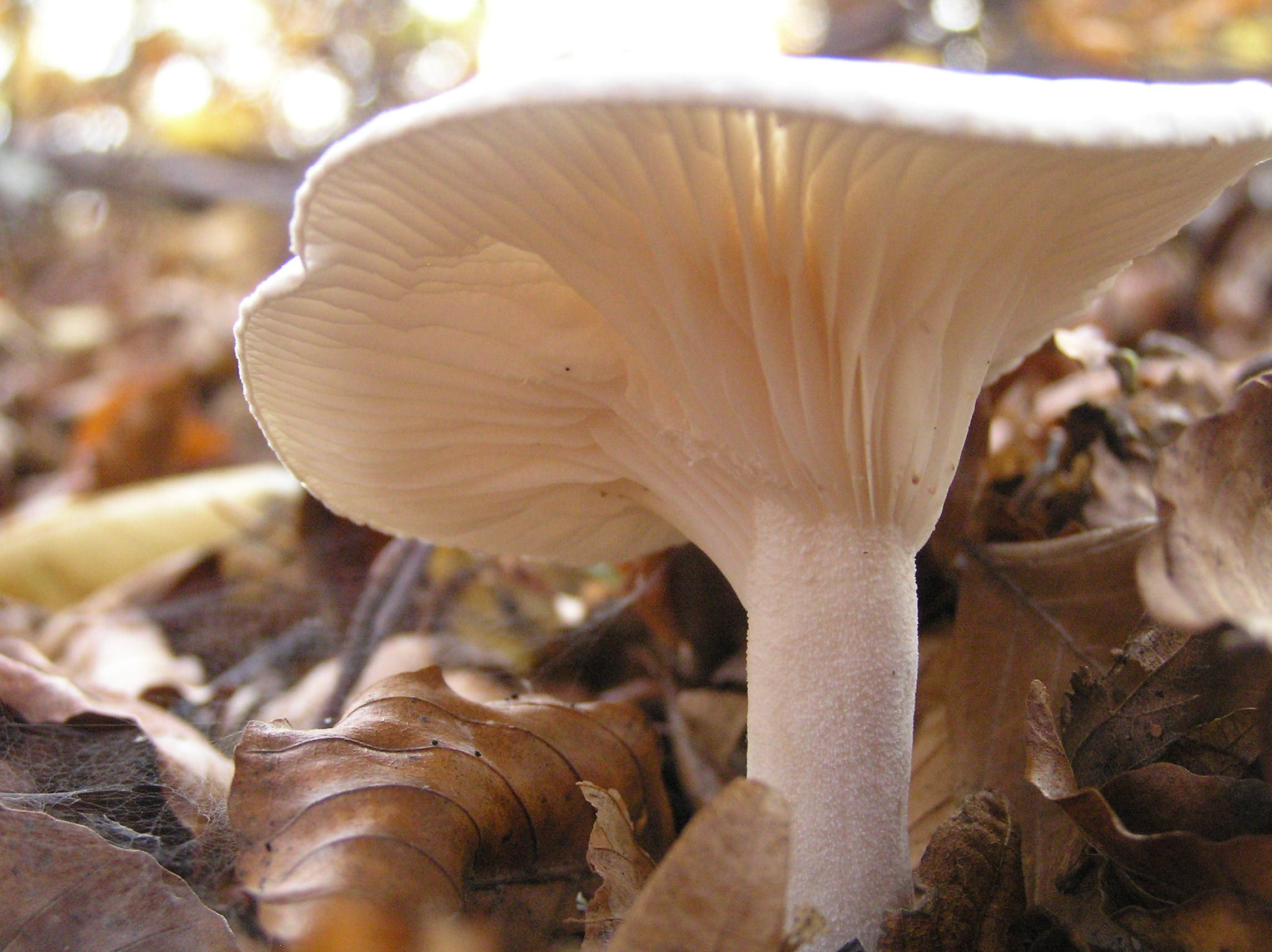

Hygrophorus discoxanthus (Fr.) Rea – gatunek grzybów z rodziny wodnichowatych (Hygrophoraceae).

## Systematyka i nazewnictwo
Pozycja w klasyfikacji według Index Fungorum: Hygrophorus, Hygrophoraceae, Agaricales, Agaricomycetidae, Agaricomycetes, Agaricomycotina, Basidiomycota, Fungi.
Po raz pierwszy opisał go w 1815 roku Elias Fries, nadając mu nazwę Agaricus discoxanthus. Obecną nazwę nadał Carleton Rea w 1908 r. Pozostałe synonimy:
- Hygrophorus chrysaspis Métrod 1938
- Hygrophorus discoxanthus f. fageticola Bon, Migl. & Cherubini 1989
- Hygrophorus discoxanthus var. chrysaspis (Métrod) Bon 1989
- Hygrophorus discoxanthus var. chrysaspis (Métrod) Bon, Migl. & Cherubini 1989[2].

## Morfologia
Kapelusz
Średnica od 1 do 4 cm, u młodych okazów wypukły, potem płaski, u starszych szeroko wypukły, w stanie świeżym lepki, ale szybko wysychający. Powierzchnia początkowo biała, czasami przez dłuższy czas, ale zwykle z wiekiem żółknie i staje się żółta do pomarańczowo-brązowej.
Blaszki
Przyrośnięte do trzonu, ale nie zbiegające, dość rzadkie, początkowo białawe, potem żółtawe, w końcu żółte, a po wysuszeniu ciemnoczerwono-brązowe.
Trzon
Wysokość 4–12 cm, grubość 0,4–0,6 cm, walcowaty, zwężający się ku podstawie, w stanie świeżym lepki, ale szybko wysychający. Powierzchnia przy wierzchołku mączysto oprószona, niżej naga, tej samej barwy jak kapelusz i również z wiekiem żółknąca.
Cechy mikroskopowe
Podstawki 45–50 × 4–5 µm, nieco wrzecionowate, 4-sterygmowe. Cystyd brak. Zarodniki 6–9 × 3,5–5 µm, elipsoidalne z apiculusem, gładkie, w KOH szkliste, w odczynniku Melzera nieamyloidalne. Trama blaszek rozbieżna. Skórka kapelusza typu trichoderma lub ixotrichoderma, zbudowana ze strzępek o szerokości 2–4 µm, gładkich, w KOH szklistych. Sprzążki obecne.
Miąższ
Biały, nie zmieniający barwy po uszkodzeniu, bez wyraźnego zapachu i smaku.
Gatunki podobne
Podobna jest kopułka śnieżna (Cuphophyllus virgineus). Odróżnia się nieoprószonym wierzchołkiem trzonu i nie przyrośniętymi blaszkami.

## Występowanie
Znane jest występowanie Hygrophorus discoxanthus w Europie i wschodniej Kanadzie. W Polsce do 2003 r. gatunek ten był nieznany, ale w późniejszych latach podano jego stanowiska. Aktualne stanowiska podaje także internetowy atlas grzybów. Znajduje się w nim na liście gatunków rzadkich, wartych objęcia ochroną.
Grzyb naziemny, mykoryzowy, zyjący w symbiozie z bukiem. Owocniki w rozproszeniu lub gromadnie tworzą się od lata do jesieni.